# Flower Mound (Teksas)
Flower Mound je gradić u američkoj saveznoj državi Teksas. Prema popisu stanovništva iz 2010. u njemu je živjelo 64.669 stanovnika.